# HMS Porpoise (N14)
«Попос» (N14) (англ. HMS Porpoise (N14) — військовий корабель, підводний човен/підводний мінний загороджувач типу «Грампус» Королівського військово-морського флоту Великої Британії часів Другої світової війни.

## Історія створення
«Попос» був закладений 22 вересня 1931 року на верфі компанії Vickers-Armstrongs, Барроу-ін-Фернес. 11 березня 1933 року увійшов до складу Королівських ВМС Великої Британії.